# Brontes
D'acord amb la mitologia grega, Brontes (en grec antic: Βρόντης) ba ser un dels ciclops fills d'Urà i Gea. Era la personificació del tro, ja que el seu nom significa 'el soroll del tro'.

## Els tres ciclops
Al principi dels temps hi havia 3 Ciclops (amb majúscula): Brontes (el tro), Estèropes (el llampec) i Arges (el llamp). Urà els va fer fora del cel i els va encadenar al Tàrtar. Cronos els va alliberar, però més tard el mateix Cronos els va tornar a encadenar. Finalment van ser alliberats per Zeus, ja que un oracle li havia dit que només aconseguiria guanyar a Cronos i als Titans si alliberava a tots els presoners del Tàrtar. Com a senyal de gratitud, els Ciclops van donar el llamp i el tro a Zeus, el trident a Posidó i el casc que feia invisible a Hades.
Com a divinitats, els Ciclops eren immortals. Però una tradició diu que Apol·lo els va matar en venjança perquè Zeus havia mort a Asclepi.